# Fonderia e Scuola d'Artiglieria di Pavia
Pavia fu sede di fonderie destinate alla produzione di cannoni in bronzo e di importanti scuole d'artiglieria in due periodi: una prima volta in età spagnola tra la seconda metà del XVI secolo e il 1715 e, poi, durante il periodo napoleonico tra il 1802 e il 1814.

## La fonderia e la scuola d'artiglieria in età spagnola
Nella seconda metà del XVI secolo fu istituita a Pavia una scuola d’artiglieria creata per la formazione e la preparazione dei futuri bombardieri, l’unica (insieme a quella istituita a Milano nel 1605) del ducato di Milano. Accanto alla scuola fu istituito l’arsenale d’artiglieria, posto presso il castello Visconteo (il ducato disponeva di due arsenali d’artiglieria: quello di Pavia, già in uso almeno dall'età sforzesca, e un secondo, collocato nel castello Sforzesco di Milano), presso il quale, almeno dal 1572, fu attiva una fonderia di cannoni in bronzo. Tali pezzi erano tanto apprezzati che diversi di essi vennero inviati in Spagna per essere imbarcati sulla flotta o posti a difesa di fortezze e una bocca da fuoco, prodotta a Pavia tra il 1572 e il 1573, è conservata presso il museo Militare di Lisbona. La scuola e lo stabilimento vennero potenziati nella seconda metà del XVII secolo dai governatori Juan Tomás Enríquez de Cabrera e Diego Dávila Mesía y Guzmán, che fecero produrre nuovi modelli di armi da fuoco, quali alcuni mortai in bronzo di modello francese. Tra il 1575 e il 1670 al servizio della fonderia, sia per attivare i forni sia per realizzare gli affusti e le altre attrezzature dei cannoni, furono abbattuti vaste porzioni dei boschi presenti all'interno del Parco Visconteo. Nel 1696 l’artiglieria da campagna del ducato, immagazzinata nel castello di Pavia, poteva contare 69 cannoni e 16 mortai ed era una delle migliori fra tutte quelle in servizio nei vari regni e province della monarchia spagnola. La scuola e la fonderia di Pavia furono ancora attive nei primi anni del Settecento, ma furono poi soppresse, dopo il 1721, dal governo austriaco.

## La fonderia e scuola teoretico pratica d’artiglieria in età napoleonica

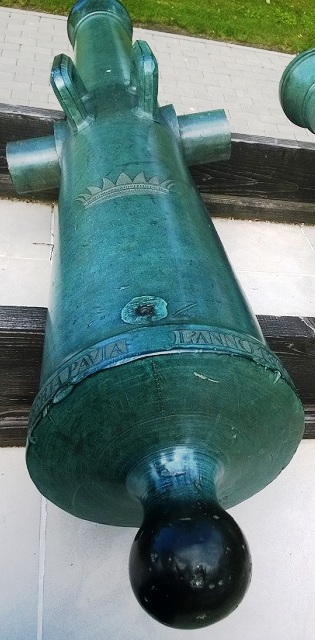
Mosca, Cremlino, cannone in bronzo dell'artiglieria del Regno d'Italia, fuso a Pavia e catturato dall'esercito russo nel 1812.

La scuola e la fonderia d’artiglieria vennero riaperte nel 1802, quando il vicepresidente della repubblica Italiana, Francesco Melzi d’Eril stabilì che la città dovesse divenire sede dell’artiglieria dello stato, che, ancora una volta fu posta all’interno del castello Visconteo e in un padiglione posto lungo il fianco del castello affacciato sulla via che portava a porta Milano (ora viale XI febbraio), detto salone della palla perché originariamente destinato dai duchi di Milano al gioco della pallacorda, mentre, sull’altro lato della via, fu creata la fonderia. Nel 1803, venne istituita la Scuola teoretico pratica d’artiglieria, che doveva fornire un’istruzione tecnico-militare sia alle reclute sia a veterani e ufficiali e che trovò sede nel palazzo dei padri Lateranensi. La fonderia (che nel 1813 disponeva di 41 operai) produsse cannoni su modello francese (cannoni da 12, 18 e 24 libbre, mortai da otto e 10 pollici e obici da cinque pollici) destinati anche ad alcune piazzeforti e città dell’Italia settentrionale, come la fortezza di Alessandria, Milano, Lodi, Mantova, Piacenza, Pizzighettone e Ancona. Per tali spostamenti, così come per i rifornimenti delle materie prime che giungevano allo stabilimento, quali il rame che, dalla Germania arrivava a Trieste e Venezia e da lì giungeva poi a Pavia, venivano sfruttate le vie d’acqua del Po e del Ticino. Molto spesso, per mancanza di materie prime, la fonderia rifuse anche antiche bocche da fuoco in bronzo reperite nei depositi e nei luoghi fortificati del regno d’Italia e pezzi stranieri giunti nello stabilimento come preda bellica, mentre i proiettili erano fabbricati a Dongo e nel Bresciano. Tra il 1802 e il 1812 la fonderia produsse 224 cannoni, 47 obici e 117 mortai tutti in bronzo. Con la caduta di Napoleone e il ritorno degli austriaci, nel 1814, la fonderia e la scuola teoretico pratica d’artiglieria vennero soppresse.